# Sterculia tessmannii
Sterculia tessmannii är en malvaväxtart som beskrevs av Gottfried Wilhelm Johannes Mildbraed. Sterculia tessmannii ingår i släktet Sterculia och familjen malvaväxter. Inga underarter finns listade i Catalogue of Life.